# Hipacy (Gołubiew)
Hipacy, imię świeckie Walerij Jurjewicz Gołubiew (ur. 17 lipca 1966 w Kujbyszewie) – rosyjski biskup prawosławny.

## Życiorys
Jest absolwentem Instytutu Elektryczno-Technicznego w Kujbyszewie (dyplom w 1991). W 1994 r. wstąpił jako posłusznik do ławry Troicko-Siergijewskiej i tam 5 kwietnia 1996 r. złożył wieczyste śluby mnisze na ręce archimandryty Teognosta, namiestnika klasztoru, przyjmując imię zakonne Hipacy na cześć św. Hipacego Pieczerskiego. W 1997 r. rozpoczął służbę w eparchii nowosybirskiej. Jej ordynariusz, biskup Sergiusz, 24 marca 1997 r. wyświęcił go na hierodiakona, a 7 kwietnia tego samego roku – na hieromnicha. W 2002 r. w trybie zaocznym ukończył moskiewskie seminarium duchowne, zaś w 2012 r., również zaocznie, studia na Moskiewskiej Akademii Duchownej.
W latach 1999–2018 służył w cerkwi Ikony Matki Bożej „Szybko Spełniającej Prośby”, bezpośrednio podlegającej biskupom nowosybirskim, w stolicy eparchii. 
W kwietniu 2018 r. został skierowany do służby w eparchii anadyrskiej. 14 lipca 2018 r. otrzymał nominację na urząd biskupa anadyrskiego i czukockiego. W związku z tą decyzją 19 lipca został podniesiony do godności archimandryty.
Chirotonię biskupią przyjął 21 lipca 2018 r. w Monasterze Sołowieckim z rąk patriarchy moskiewskiego i całej Rusi Cyryla oraz innych hierarchów. W 2019 r. otrzymał godność arcybiskupa.